# Gibbulinella
Gibbulinella es un género de molusco gasterópodo de la familia Streptaxidae en el orden de los Stylommatophora.

## Distribución geográfica
Son endémicas de las Islas Canarias (España).

## Especies
Se reconocen 3 especies:
- Gibbulinella dealbata (Webb & Berthelot, 1833)
- Gibbulinella dewinteri Bank, Groh & Ripken, 2002
- Gibbulinella macrogira (Mousson, 1872)